# The Game Awards 2020
The Game Awards 2020 fueron unos premios que galardonaron a los mejores videojuegos de 2020. Fue producido y presentado por Geoff Keighley, y tuvo lugar el 10 de diciembre de 2020. La ceremonia previa fue presentada por Sydnee Goodman. A diferencia de anteriores Game Awards, el espectáculo se retransmitió virtualmente debido a la pandemia de COVID-19; Keighley presentó en un plató de Los Ángeles, mientras que las actuaciones musicales tuvieron lugar virtualmente en escenarios de Londres y Tokio. El espectáculo introdujo la primera Future Class de los premios, una lista de individuos de la industria del videojuego que mejor representan el futuro de los videojuegos, el premio a la Innovación en Accesibilidad, un galardón para los juegos que presentaban notables opciones de accesibilidad. El espectáculo se retransmitió en directo a través de 45 plataformas diferentes. Contó con actuaciones musicales de la Orquesta Filarmónica de Londres y Eddie Vedder, y presentaciones de invitados famosos, como Reggie Fils-Aimé, Gal Gadot, Brie Larson y Keanu Reeves.
The Last of Us Part II recibió el mayor número de nominaciones y victorias de su historia -once y siete, respectivamente- y fue galardonado como Juego del año. Neil Druckmann y Halley Gross ganaron el premio a la mejor narrativa por su trabajo en el juego, mientras que Laura Bailey fue galardonada con el premio a la mejor interpretación por su papel de Abby. Se anunciaron varios juegos nuevos, entre ellos Ark II, Perfect Dark y un juego de Mass Effect aún sin título. La ceremonia fue la más cara hasta la fecha. Fue visto por más de 83 millones de streams, la mayor cifra de su historia hasta la fecha, con 8,3 millones de espectadores simultáneos en su momento álgido. La recepción por parte de los medios de comunicación fue variada, con alabanzas a los anuncios de nuevos juegos y críticas por no dar más tiempo a los desarrolladores para hablar. Algunos críticos y espectadores se mostraron preocupados por el éxito de The Last of Us Part II debido a las prácticas de crujido de su desarrollador.

## Antecedentes
Al igual que en anteriores ediciones de The Game Awards, el presentador y productor de la edición de 2020 fue el periodista canadiense Geoff Keighley. Este volvió como productor ejecutivo junto a Kimmie Kim, y Richard Preuss y LeRoy Bennett regresaron como director y director creativo, respectivamente. Sydnee Goodman volvió como presentadora del preshow. Debido a la pandemia de COVID-19, Keighley no quiso celebrar una ceremonia normal. No queriendo hacer un paréntesis e inspirados por el éxito del Summer Game Fest, se planteó organizarlo desde su casa, pero su junta directiva le instó a intentar un espectáculo más grande, a la altura de los años anteriores. En caso de que se produjera un aumento significativo de casos de COVID-19 en California, el equipo tenía varios planes de reserva, incluida la emisión desde la casa de Keighley. Trabajó con sus socios para desarrollar un espectáculo virtual; él y su equipo se inspiraron en otros espectáculos celebrados a lo largo del año, como la Convención Nacional Demócrata, en la que el «público» aparecía en pantallas virtuales, así como la 72ª edición de los Primetime Emmy Awards, en la que los anfitriones estuvieron aislados en el escenario y los ganadores aceptaron por videollamada.
La presentación utilizó tres platós de Los Ángeles, Londres y Tokio, cada uno con un mínimo de asistentes, en su mayoría relacionados con el equipo de producción y los presentadores. Según Keighley, esto les permitió incluir eventos de presentación adicionales, como en las presentaciones anteriores, así como explorar la posibilidad de llevar futuras presentaciones a diferentes lugares. El espectáculo de 2020 -con una producción de más de 400 personas, seis de ellas empleadas a tiempo completo- contó con un presupuesto inferior a 10 millones de dólares y fue el más caro hasta la fecha, en parte debido a las pruebas COVID-19 necesarias para la tripulación y los montajes de cámaras remotas en todo el mundo. Siguió siendo rentable gracias a los ingresos procedentes de anunciantes y patrocinadores, así como a pequeños ingresos de los servicios de streaming. El tema del espectáculo era la fuerza y el consuelo debido al impacto de la pandemia. Keighley quería implorar el tema de la unidad, dado el lanzamiento de la PlayStation 5 y la Xbox Series X/S en noviembre de 2020; citó The Game Awards 2018 como ejemplo de este tema, que había encabezado con Reggie Fils-Aimé de Nintendo, Phil Spencer de Microsoft, y Shawn Layden, de Sony, compartiendo escenario. Keighley consideró que la inclusión de estrellas del cine y la televisión era una forma interesante de mostrar un mayor aprecio por la industria. Su equipo quería incluir a Henry Cavill en el programa, pero estaba ocupado trabajando en The Witcher.
Mientras desarrollaba el programa, Keighley habló con cientos de telespectadores a través de Zoom para hablar de sus propios intereses, a menudo junto a figuras de la industria como el presidente de Valve Corporation, Gabe Newell, y el director creativo de Epic Games, Donald Mustard. Al igual que en la edición anterior, la presentación coincidió con el Game Festival y consistió en demostraciones jugables y contenidos adicionales de los juegos. El programa presentó la primera Future Class del premio, una lista de las personas de toda la industria del videojuego que mejor representan el futuro de los videojuegos. Entre los nominados se encontraban profesionales del sector como Blessing Adeoye Jr. de Kinda Funny, Halley Gross de Naughty Dog y Kallie Plagge de GameSpot. La presentación se emitió el 10 de diciembre de 2020, en directo a través de más de 45 plataformas en línea. Se emitió en más de diez cadenas en China, como Bilibili, Douyin y Huya Live, y en varias cadenas en la India, como Disney+ Hotstar, JioTV y MX Player.

### Anuncios
Alrededor de abril y mayo de 2020, Keighley estaba preocupado por una posible falta de anuncios de juegos debido al impacto de COVID-19 en la industria; sin embargo, varios desarrolladores pudieron presentar sus anuncios y tráilers para demostración. Se hicieron anuncios sobre juegos de reciente lanzamiento y de próxima aparición para:
- Among Us
- Back 4 Blood
- Call of Duty: Black Ops Cold War
- Disco Elysium
- Dragon Age 4
- Fall Guys: Ultimate Knockout
- Fortnite
- Forza Horizon 4
- The Elder Scrolls Online
- It Takes Two
- Microsoft Flight Simulator
- Monster Hunter Rise
- Myst
- Nier Replicant ver.1.22474487139...
- Oddworld: Soulstorm
- Outriders
- Overcooked! All You Can Eat
- Returnal
- Scarlet Nexus
- Sea of Solitude
- Star Wars: Tales from the Galaxy's Edge
- Super Meat Boy Forever
- Super Smash Bros. Ultimate
- Warhammer 40,000: Darktide
- Warframe

Entre los nuevos juegos anunciados durante la ceremonia figuran:
- Ark II
- The Callisto Protocol
- Century: Age of Ashes
- Crimson Desert
- Endless Dungeon
- Evil Dead: The Game
- Evil West
- F.I.S.T.: Forged In Shadow Torch
- Ghosts 'n Goblins Resurrection
- Loop Hero
- Juego de Mass Effect sin título
- Open Roads
- Perfect Dark
- Road 96
- Season: A Letter to the Future
- Shady Part of Me
- Tchia
- We Are OFK

## Ganadores y nominados

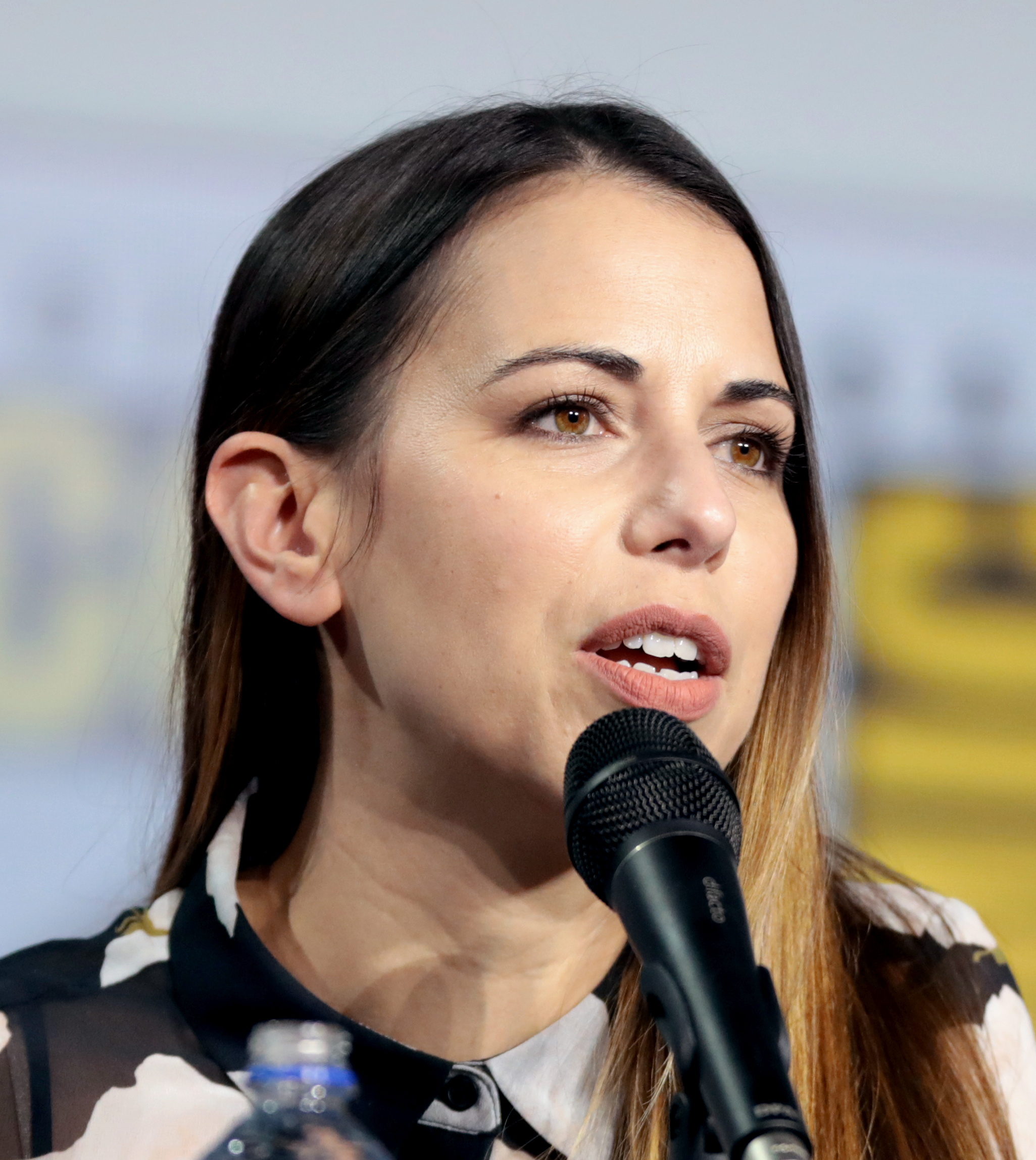
Laura Bailey ganó el premio a la mejor interpretación por su papel de Abby en The Last of Us Part II.

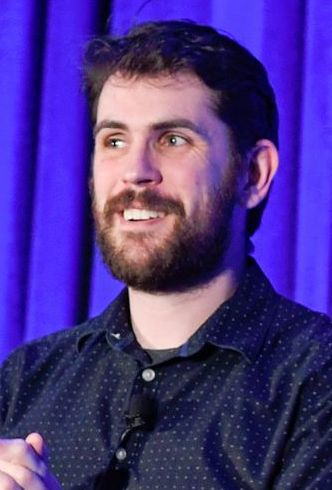
El director Sean Murray recibió el premio al Mejor Juego en Curso por No Man's Sky.

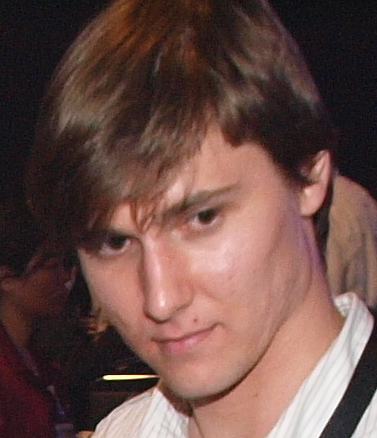
El codirector del juego The Last of Us Part II, Kurt Margenau, aceptó el premio al Mejor Juego de Acción/Aventura.

Los nominados a The Game Awards 2020 se anunciaron el 18 de noviembre de 2020. Cualquier juego lanzado el 20 de noviembre de 2020 o antes podía ser considerado. Los nominados fueron seleccionados por un jurado compuesto por miembros de 96 medios de comunicación de todo el mundo; las papeletas se enviaron a los puntos de venta el 29 de octubre y debían devolverse el 6 de noviembre, aunque tenían hasta el 13 de noviembre para presentar papeletas actualizadas. Los puntos de venta debían presentar tres juegos por categoría para determinar los nominados. Los ganadores se determinaron entre el jurado (90%) y los votos del público (10%); estos últimos se realizaron a través del sitio web oficial y en plataformas de medios sociales como Facebook y Twitter, y se cerraron el 9 de diciembre. Las dos excepciones fueron los premios al Juego Más Esperado y a la Voz del Jugador, totalmente nominados y votados por el público; se determinó en exclusiva en Twitter y se anunció durante el espectáculo, y este último se anunció el 8 de diciembre tras varias rondas de votación. Se ha añadido un nuevo premio a la Innovación en Accesibilidad para los juegos que presenten opciones de accesibilidad notables. Alrededor de 18,3 millones de personas participaron en la votación pública, el doble que en la edición anterior.

### Premios
Los ganadores aparecen en primer lugar, resaltados en negrita e indicados con una doble daga (‡).

#### Videojuegos
| Juego del año | Mejor dirección de juego |
| --- | --- |
| - The Last of Us Part II – Naughty Dog / Sony Interactive Entertainment ‡ - Animal Crossing: New Horizons – Nintendo - Doom Eternal – id Software / Bethesda Softworks - Final Fantasy VII Remake – Square Enix - Ghost of Tsushima – Sucker Punch Productions / Sony Interactive Entertainment - Hades – Supergiant Games                      | - The Last of Us Part II – Naughty Dog / Sony Interactive Entertainment ‡ - Final Fantasy VII Remake – Square Enix - Ghost of Tsushima – Sucker Punch Productions / Sony Interactive Entertainment - Hades – Supergiant Games - Half-Life: Alyx – Valve |
| Mejor narrativa | Mejor dirección artística |
| - The Last of Us Part II – Neil Druckmann and Halley Gross ‡ - 13 Sentinels: Aegis Rim – George Kamitani - Final Fantasy VII Remake – Kazushige Nojima, Motomu Toriyama, Hiroaki Iwaki, and Sachie Hirano - Ghost of Tsushima – Ian Ryan, Liz Albl, Patrick Downs, and Jordan Lemos - Hades – Greg Kasavin                                      | - Ghost of Tsushima – Sucker Punch Productions / Sony Interactive Entertainment ‡ - Final Fantasy VII Remake – Square Enix - Hades – Supergiant Games - The Last of Us Part II – Naughty Dog / Sony Interactive Entertainment - Ori and the Will of the Wisps – Moon Studios / Xbox Game Studios |
| Mejor partitura y música | Mejor diseño de audio |
| - Final Fantasy VII Remake – Nobuo Uematsu, Masashi Hamauzu, and Mitsuto Suzuki ‡ - Doom Eternal – Mick Gordon - Hades – Darren Korb - The Last of Us Part II – Gustavo Santaolalla and Mac Quayle - Ori and the Will of the Wisps – Gareth Coker                                                                                               | - The Last of Us Part II – Naughty Dog / Sony Interactive Entertainment ‡ - Doom Eternal – id Software / Bethesda Softworks - Ghost of Tsushima – Sucker Punch Productions / Sony Interactive Entertainment - Half-Life: Alyx – Valve - Resident Evil 3 – Capcom |
| Mejor rendimiento | Juegos de impacto |
| - Laura Bailey como Abby – The Last of Us Part II ‡ - Logan Cunningham como Hades – Hades - Nadji Jeter como Miles Morales – Spider-Man: Miles Morales - Ashley Johnson as Ellie – The Last of Us Part II - Daisuke Tsuji as Jin Sakai – Ghost of Tsushima                                                                                      | - Tell Me Why – Dontnod Entertainment / Xbox Game Studios ‡ - If Found... – Dreamfeel / Annapurna Interactive - Kentucky Route Zero – Cardboard Computer / Annapurna Interactive - Spiritfarer – Thunder Lotus Games - Through the Darkest of Times – Paintbucket Games / HandyGames |
| Mejor juego en curso | Mejor juego independiente |
| - No Man's Sky – Hello Games ‡ - Apex Legends – Respawn Entertainment / Electronic Arts - Call of Duty: Warzone – Infinity Ward / Raven Software / Activision - Destiny 2 – Bungie - Fortnite – Epic Games | - Hades – Supergiant Games ‡ - Carrion – Phobia Game Studio / Devolver Digital - Fall Guys – Mediatonic / Devolver Digital - Spelunky 2 – Mossmouth - Spiritfarer – Thunder Lotus Games |
| Mejor juego para móvil | Mejor apoyo comunitario |
| - Among Us – Innersloth ‡ - Call of Duty: Mobile – TiMi Studios / Activision - Genshin Impact – miHoYo - Legends of Runeterra – Riot Games - Pokémon Café ReMix – Genius Sonority / The Pokémon Company | - Fall Guys – Mediatonic / Devolver Digital ‡ - Apex Legends – Respawn Entertainment / Electronic Arts - Destiny 2 – Bungie - Fortnite – Epic Games - No Man's Sky – Hello Games - Valorant – Riot Games |
| Mejor juego VR / AR | Innovación en accesibilidad |
| - Half-Life: Alyx – Valve ‡ - Dreams – Media Molecule / Sony Interactive Entertainment - Iron Man VR – Camouflaj / Sony Interactive Entertainment - Star Wars: Squadrons – Motive Studios / Electronic Arts - The Walking Dead: Saints & Sinners – Skydance Interactive                                                                         | - The Last of Us Part II – Naughty Dog / Sony Interactive Entertainment ‡ - Assassin's Creed Valhalla – Ubisoft Montreal / Ubisoft - Grounded – Obsidian Entertainment / Xbox Game Studios - HyperDot – Tribe Games / GLITCH - Watch Dogs: Legion – Ubisoft Toronto / Ubisoft |
| Mejor juego de acción | Mejor juego de acción y aventura |
| - Hades – Supergiant Games ‡ - Doom Eternal – id Software / Bethesda Softworks - Half-Life: Alyx – Valve - Nioh 2 – Team Ninja - Streets of Rage 4 – DotEmu | - The Last of Us Part II – Naughty Dog / Sony Interactive Entertainment ‡ - Assassin's Creed Valhalla – Ubisoft Montreal / Ubisoft - Ghost of Tsushima – Sucker Punch Productions / Sony Interactive Entertainment - Ori and the Will of the Wisps – Moon Studios / Xbox Game Studios - Spider-Man: Miles Morales – Insomniac Games / Sony Interactive Entertainment - Star Wars Jedi: Fallen Order – Respawn Entertainment / Electronic Arts |
| Mejor juego de rol | Mejor juego de lucha |
| - Final Fantasy VII Remake – Square Enix ‡ - Genshin Impact – miHoYo - Persona 5 Royal – Atlus / Sega - Wasteland 3 – inXile Entertainment / Deep Silver - Yakuza: Like a Dragon – Ryu Ga Gotoku Studio / Sega | - Mortal Kombat 11: Ultimate Edition – NetherRealm Studios / WB Games ‡ - Granblue Fantasy Versus – Arc System Works / Cygames / Xseed Games - One-Punch Man: A Hero Nobody Knows – Spike Chunsoft / Bandai Namco - Street Fighter V Champion Edition – Dimps / Capcom - Under Night In-Birth\|Under Night In-Birth Exe:Late[cl-r] – French Bread / Arc System Works / Aksys                                                                  |
| Mejor juego familiar | Mejor juego de simulación y estrategia |
| - Animal Crossing: New Horizons – Nintendo ‡ - Crash Bandicoot 4: It's About Time – Toys for Bob / Activision - Fall Guys – Mediatonic / Devolver Digital - Mario Kart Live: Home Circuit – Velan Studios / Nintendo - Minecraft Dungeons – Mojang Studios / Xbox Game Studios - Paper Mario: The Origami King – Intelligent Systems / Nintendo | - Microsoft Flight Simulator – Asobo Studio / Xbox Game Studios ‡ - Crusader Kings III – Paradox Interactive - Desperados III – Mimimi Games / THQ Nordic - Gears Tactics – Splash Damage / The Coalition / Xbox Game Studios - XCOM: Chimera Squad – Firaxis Games / 2K Games |
| Mejor juego deportivo/de carreras | Mejor juego multijugador |
| - Tony Hawk's Pro Skater 1 + 2 – Vicarious Visions / Activision ‡ - Dirt 5 – Codemasters - F1 2020 – Codemasters - FIFA 21 – EA Vancouver / EA Sports - NBA 2K21 – Visual Concepts / 2K | - Among Us – Innersloth ‡ - Animal Crossing: New Horizons – Nintendo - Call of Duty: Warzone – Infinity Ward / Raven Software / Activision - Fall Guys – Mediatonic / Devolver Digital - Valorant – Riot Games |
| Mejor juego de debut | Juego más esperado |
| - Phasmophobia – Kinetic Games ‡ - Carrion – Phobia Game Studio / Devolver Digital - Mortal Shell – Cold Symmetry / Playstack - Raji: An Ancient Epic – Nodding Heads Games / Super.com - Röki – Polygon Treehouse / United Label | - Elden Ring – FromSoftware / Bandai Namco Entertainment ‡ - God of War: Ragnarök – Santa Monica Studio / Sony Interactive Entertainment - Halo Infinite – 343 Industries / Xbox Game Studios - Horizon Forbidden West – Guerrilla Games / Sony Interactive Entertainment - secuela de The Legend of Zelda: Breath of the Wild – Nintendo - Resident Evil Village – Capcom                                                                    |
| Player's Voice | |
| - Ghost of Tsushima – Sucker Punch Productions / Sony Interactive Entertainment ‡ - The Last of Us Part II – Naughty Dog / Sony Interactive Entertainment - Doom Eternal – id Software / Bethesda Softworks - Hades – Supergiant Games - Spider-Man: Miles Morales – Insomniac Games / Sony Interactive Entertainment                           | |

#### Deportes electrónicos y creadores
| Mejor juego de deportes electrónicos | Mejor deportista de deportes electrónicos |
| --- | --- |
| - League of Legends – Riot Games ‡ - Call of Duty: Modern Warfare – Infinity Ward / Raven Software / Activision - Counter-Strike: Global Offensive – Valve - Fortnite – Epic Games - Valorant – Riot Games | - Heo «Showmaker» Su (Damwon Gaming, League of Legends) ‡ - Anthony «Shotzzy» Cuevas-Castro (Dallas Empire, Call of Duty League) - Kim «Canyon» Geon-bu (Damwon Gaming, League of Legends) - Matthieu «ZywOo» Herbaut (Team Vitality, Counter-Strike: Global Offensive) - Ian «Crimsix» Porter (Dallas Empire, Call of Duty League) |
| Mejor equipo de deportes electrónicos | Mejor entrenador de deportes electrónicos |
| - G2 Esports (League of Legends) ‡ - Dallas Empire (Call of Duty League) - Damwon Gaming (League of Legends) - San Francisco Shock (Overwatch League) - Team Secret (Dota 2) | - Danny «zonic» Sorensen (Astralis, Counter-Strike: Global Offensive) ‡ - Lee «Zefa» Jae-min (T1, League of Legends) - Fabian «Grabbz» Lohmann (G2 Esports, League of Legends) - Raymond «rambo» Lussier (Dallas Empire, Call of Duty) - Dae-hee «Crusty» Park (San Francisco Shock, Overwatch League)                              |
| Mejor evento de deportes electrónicos | Mejor Anfitrión de Esports |
| - Campeonato Mundial de League of Legends 2020 (League of Legends) ‡ - Gran Final de la Liga Overwatch 2020 (Overwatch) - BLAST Premier: Spring 2020 European Finals (Counter-Strike: Global Offensive) - Call of Duty League Championship 2020 (Call of Duty: Modern Warfare) - IEM Katowice 2020 (Counter-Strike: Global Offensive) | - Eefje «Sjokz» Depoortere ‡ - Alex «Goldenboy» Mendez - Alex «Machine» Richardson - James «Dash» Patterson - Jorien «Sheever» van der Heijden |
| Creador de contenidos del año | Ciudadanos globales del juego |
| - Rachell «Valkyrae» Hofstetter ‡ - Timothy «TimTheTatman» Betar - Nick «Nickmercs» Kolcheff - Jay-Ann Lopez - Alanah Pearce | - Jennifer Hazel - Adam Gazzaley - Latinx in Gaming |

### Juegos con múltiples nominaciones y premios

#### Varias nominaciones
The Last of Us Part II recibió once nominaciones, la mayor cantidad en la historia del programa. Otros juegos con múltiples nominaciones fueron Hades con nueve, Ghost of Tsushima' con ocho, Final Fantasy VII Remake con seis y Doom Eternal con cinco. Sony Interactive Entertainment obtuvo 26 nominaciones en total, más que ningún otro editor, seguida de Supergiant Games y Xbox Game Studios con ocho.
| Candidaturas | Juego                         |
| ------------ | ----------------------------- |
| 11           | The Last of Us Part II        |
| 9            | Hades                         |
| 8            | Ghost of Tsushima             |
| 6            | Final Fantasy VII Remake      |
| 5            | Doom Eternal                  |
| 4            | Fall Guys                     |
| 4            | Half-Life: Alyx               |
| 3            | Animal Crossing: New Horizons |
| 3            | Fortnite                      |
| 3            | Ori and the Will of the Wisps |
| 3            | Spider-Man: Miles Morales     |
| 3            | Valorant                      |
| 2            | Among Us                      |
| 2            | Apex Legends                  |
| 2            | Assassin's Creed Valhalla     |
| 2            | Call of Duty: Warzone         |
| 2            | Carrion                       |
| 2            | Destiny 2                     |
| 2            | Genshin Impact                |
| 2            | No Man's Sky                  |
| 2            | Spiritfarer                   |

| Candidaturas          | Editor                         |
| --------------------- | ------------------------------ |
| 26                    | Sony Interactive Entertainment |
| 9                     | Supergiant Games               |
| 9                     | Xbox Game Studios              |
| 6                     | Activision                     |
| 6                     | Devolver Digital               |
| 6                     | Nintendo                       |
| 6                     | Square Enix                    |
| 5                     | Bethesda Softworks             |
| 5                     | Riot Games                     |
| 5                     | Valve                          |
| 4                     | Electronic Arts                |
| 3                     | Capcom                         |
| 3                     | Epic Games                     |
| 3                     | Sega                           |
| 3                     | Ubisoft                        |
| 2                     |                                |
| 2K Games              |                                |
| Annapurna Interactive |                                |
| Bandai Namco          |                                |
| Bungie                |                                |
| Codemasters           |                                |
| Hello Games           |                                |
| Innersloth            |                                |
| miHoYo                |                                |
| Thunder Lotus Games   |                                |

#### Múltiples premios
The Last of Us Part II recibió el mayor número de premios de la historia de la feria, con siete. Cuatro juegos —Among Us, Final Fantasy VII Remake, Ghost of Tsushima y Hades— ganaron dos premios. Entre sus dos juegos ganadores, Sony Interactive Entertainment se hizo con un total de nueve galardones, mientras que Innersloth, Square Enix, Supergiant Games y Xbox Game Studios ganaron dos.
| Premios | Juego                    |
| ------- | ------------------------ |
| 7       | The Last of Us Part II   |
| 2       | Among Us                 |
| 2       | Final Fantasy VII Remake |
| 2       | Ghost of Tsushima        |
| 2       | Hades                    |

| Premios | Editor                         |
| ------- | ------------------------------ |
| 9       | Sony Interactive Entertainment |
| 2       | Innersloth                     |
| 2       | Square Enix                    |
| 2       | Supergiant Games               |
| 2       | Xbox Game Studios              |

## Presentadores y artistas

### Presentadores
Las siguientes personas, enumeradas por orden de aparición, presentaron premios o trailers. Todos los demás premios fueron presentados por Keighley o Goodman.
| Nombre                | Papel                                                                                                |
| --------------------- | --- |
| Rand Miller           | Presentado el tráiler de lanzamiento de Myst para Oculus Quest                                       |
| Stephen A. Smith      | Entrega del premio al Mejor Atleta de Esports                                                        |
| Brie Larson           | Entrega del premio a la mejor interpretación                                                         |
| Chris Ashton          | Presentado el tráiler de Back 4 Blood                                                                |
| Josh Holmes           | Presentado el tráiler de anuncio de la beta de Scavengers                                            |
| Glen Schofield        | Presentado el tráiler de revelación de The Callisto Protocol'                                        |
| John David Washington | Entrega del premio a la mejor narrativa                                                              |
| El cocinero sueco     | Presentado el trailer del Chef Sueco para Overcooked: All You Can Eat                                |
| DrLupo                | Introducido Clase Futura                                                                             |
| Gal Gadot             | Entrega del premio Games for Impact                                                                  |
| Tom Holland           | Presentación del ponente Nolan North                                                                 |
| Nolan North           | Entrega del premio al mejor juego multijugador                                                       |
| Ralph Macchio         | Entrega del premio al mejor juego de lucha                                                           |
| Yuji Okumoto          | Entrega del premio al mejor juego de lucha                                                           |
| Josef Fares           | Presentado el tráiler de revelación de It Takes Two                                                  |
| Reggie Fils-Aimé      | Entrega del premio a la Innovación en Accesibilidad                                                  |
| Troy Baker            | Artista presentado Eddie Vedder                                                                      |
| Jacksepticeye         | Entrega del premio al Creador de Contenidos del Año                                                  |
| Donald Mustard        | Presentados los tráilers de Master Chief, Blood Gulch y The Walking Dead para Fortnite Battle Royale |
| Kaskade               | Presentado el tráiler de la segunda temporada de Rocket League                                       |
| Keanu Reeves          | Entrega del premio a la mejor dirección de juego                                                     |
| Christopher Nolan     | Entrega del premio a Juego del año                                                                   |

### Artistas
Las siguientes personas o grupos interpretaron números musicales. La versión orquestal de la música de Cyberpunk 2077 prevista se descartó cuando el juego se retrasó al mismo día de la ceremonia, por lo que no pudo ser nominada.
| Nombre                          | Canción                    | Juego(s)                      | Ubicación                   |
| ------------------------------- | -------------------------- | ----------------------------- | --------------------------- |
| Lyn Inaizumi                    | "Last Surprise - Scramble" | Persona 5 Strikers            | Tokio                       |
| OFK                             | "Follow/Unfollow"          | We Are OFK                    | Virtual                     |
| Orquesta Filarmónica de Londres | Mario medley               | Serie Super Mario             | Abbey Road Studios, Londres |
| Orquesta Filarmónica de Londres | Juego del año              | Animal Crossing: New Horizons | Abbey Road Studios, Londres |
| Orquesta Filarmónica de Londres | Juego del año              | Doom Eternal                  | Abbey Road Studios, Londres |
| Orquesta Filarmónica de Londres | Juego del año              | Final Fantasy VII Remake      | Abbey Road Studios, Londres |
| Orquesta Filarmónica de Londres | Juego del año              | Ghost of Tsushima             | Abbey Road Studios, Londres |
| Orquesta Filarmónica de Londres | Juego del año              | Hades                         | Abbey Road Studios, Londres |
| Orquesta Filarmónica de Londres | Juego del año              | The Last of Us Part II        | Abbey Road Studios, Londres |
| Eddie Vedder                    | «Future Days»              | The Last of Us Part II        | Seattle                     |

## Audiencia y recepción

### Candidatos
Corey Plante de Inverse cree que la fecha límite hizo que varios juegos fueran desairados, incluidos Demon's Souls y Marvel's Spider-Man: Miles Morales, así como Pokémon espada y Pokémon escudo, que era elegible para los premios de 2019 y 2020, pero no fue reconocido en ambos. En su opinión, Ghost of Tsushima merecía más una nominación a Mejor Partitura y Música que Doom Eternal. Matthew Byrd de Den of Geek también lamentó la falta de reconocimiento de Demon's Souls y Marvel's Spider-Man: Miles Morales. Kat Bailey de USgamer cuestionó la nominación de Doom Eternal a Juego del Año, describiéndolo como «desordenado, desenfocado y, bueno, simplemente no tan bueno» como su predecesor. Alex Walker de 'Kotaku Australia también consideró que la nominación estaba fuera de lugar y que juegos como Half-Life: Alyx y Microsoft Flight Simulator.

### Ceremonia
El espectáculo recibió una acogida desigual por parte de los medios de comunicación. Dean Takahashi de VentureBeat alabó la ceremonia, aplaudiendo especialmente la celebración de juegos tan diversos como The Last of Us Part II y Tell Me Why, así como los variados e interesantes anuncios de nuevos juegos. Todd Martens de Los Angeles Times opinó que la exposición debería haber dejado más tiempo para que los desarrolladores hablaran y discutieran sus visiones artísticas detrás de los juegos, señalando que la presentación hace poco por demostrar los videojuegos como arte. Martin Robinson de Eurogamer dijo que el espectáculo fue comprensiblemente «discreto», pero lo calificó de «anuncio de tres horas de duración». Ana Díaz de Inverse criticó el rápido anuncio de los ganadores entre los estrenos y durante el preestreno, que impide a los desarrolladores aceptar los premios, y que se centre en los actores de Hollywood en lugar de en los creadores de videojuegos.
De forma similar a la preocupación por el predominio de Death Stranding en las nominaciones y la ceremonia de los premios de 2019 debido a la amistad de su creador Hideo Kojima con Keighley, algunos espectadores compartieron preocupaciones relacionadas con The Last of Us Part II en los premios de 2020, tanto por su éxito en los premios como por las prácticas de crujido de la desarrolladora. The Last of Us Part II fue bien recibido en el momento de su lanzamiento, pero algunos elementos narrativos polarizaron a algunos críticos y jugadores, y el juego fue objeto de un bombardeo de críticas; Keighley aclaró que los premios no estaban amañados como habían sugerido algunos espectadores y que no había ninguna influencia de Naughty Dog o de su personal en la selección de los premios, citando la popularidad del juego entre los jugadores y los medios de comunicación por igual, como demuestra su segundo puesto en el premio a la Voz del Jugador. Ian Walker de Kotaku' criticó el premio a la mejor dirección de juego, señalando que Hades debería haber ganado debido a la cultura de trabajo menos exigente del desarrollador Supergiant Games. Peter Glagowski de TheGamer también opinó que los premios del juego eran un mensaje que excusaba la cultura del crujido en el desarrollo de juegos. Keighley cree que sería difícil incorporar al proceso de selección de los premios criterios relacionados con juegos desarrollados con malas prácticas de la industria, como el crunch, sin convertirse en una pendiente resbaladiza, pero cree que el debate sobre estas prácticas debería ser una conversación mantenida por la comunidad en general.

### Audiencia
Se utilizaron más de 83 millones de streams para ver la ceremonia, la mayor cantidad en la historia del espectáculo hasta la fecha, con 8,3 millones de espectadores simultáneos en su momento álgido. En Twitch, el programa tuvo más de 2,63 millones de espectadores simultáneos, más del doble que el año anterior, y 9 000 creadores retransmitieron la ceremonia. En YouTube, los espectadores en directo aumentaron un 84 % respecto al año anterior. En total, las horas vistas en directo aumentaron más de un 129% en Facebook Gaming, Twitch y YouTube. El espectáculo fue tendencia mundial en Twitter, con un aumento del 31 % en las conversaciones respecto al año anterior, mientras que el uso del hashtag #TheGameAwards aumentó un 107 %. Keighley expresó su sorpresa por el crecimiento constante del programa a lo largo de los años, pero confesó que le ha hecho temer «ese año en el que no crezca... Va a haber un año en el que no tengamos los mismos espectadores». Habrá un año en el que no tengamos los mismos espectadores».